# زبان امیلیانو-رومانیولو
زبان امیلیانو-رومانیولو زبانی است رومی از شاخه زبان‌های رومی غربی (مانند فرانسه, کاتالان, اوکسیتان ) که در کشورهای ایتالیا و سان مارینو حدود دومیلیون نفر گویشور دارد. این زبان به دو گویش امیلیانو و رومانیولو تقسیم می‌شود.